# 稲垣示
稲垣 示（いながき しめす、嘉永2年8月20日（1849年10月6日） - 明治35年（1902年）8月9日）は、明治時代の政治家。衆議院議員。幼名は恒太郎。号は虎岳（こがく）。

## 経歴
越中国射水郡棚田村（後に富山県二口村、現在の射水市）出身。野上文山らに学び、明治維新後は新川県小学校教員講習所・石川県農業講習所に学ぶ。
板垣退助に呼応して自由民権運動に参加して、明治13年（1880年）に愛国社第4回大会に参加、高岡にて政治結社「北立社」を結成する。翌年の自由党結成に参加、明治15年（1882年）1月には北立社を自由党支部である「北立自由党」へ改組して瑞龍寺において結党大会を開いた。同年6月には石川県会議員に選ばれるが、同年10月県令千坂高雅の私生活のスキャンダルを県会にて取り上げたことが官吏侮辱罪に問われ、重禁錮5か月罰金30円の判決を受けて議員を除名された。杉田定一らとともに北陸地方の自由民権派の結集に努めて明治16年（1883年）3月10日に瑞龍寺にて「北陸七州有志懇談会」を主催して成功を収めるが、これをきっかけとして高田事件が発生、稲垣も明治18年（1885年）になって大井憲太郎の朝鮮政府転覆計画に協力したとして逮捕され、外患罪によって軽禁錮5年の判決を言い渡されて3年間入獄（大阪事件）、この間に詠んだ短歌300首を後に『狭衣集』としてまとめて刊行した。
大日本帝国憲法発布に伴う大赦で釈放の後は大同団結運動に参加するが運動の主流から外れたため、大同倶楽部・国民自由党・独立倶楽部・東洋自由党・大日本協会と渡り歩き、再興された自由党に復帰したのは、明治31年（1898年）のことであった。この間、第2回衆議院議員総選挙では富山県3区より吏党系候補として当選し、以後2回（第3回・第6回）当選、田中正造と協力して足尾銅山鉱毒事件を追及したり、普通選挙運動を展開したりした。自由党復帰後は憲政党・立憲政友会の要職を務めていたが、自身も再選を目指した第7回衆議院議員総選挙の投票日前日に他の候補者の応援演説に入った富山市で病気に倒れて急逝した。